# Мосолов, Георгий Константинович
Гео́ргий Константи́нович Мосоло́в (3 мая 1926, Уфа — 17 марта 2018, Москва) — советский лётчик-испытатель, Герой Советского Союза (1960), полковник.
Заслуженный мастер спорта СССР (1965). Установил шесть мировых авиационных рекордов (из них три — абсолютные) и три всесоюзных абсолютных рекорда.
Был другом и старшим товарищем Юрия Гагарина, с подачи которого была написана песня «Обнимая небо» (А. Пахмутова — Н. Добронравов), посвящённая Мосолову.

## Биография
Родился 3 мая 1926 года в городе Уфе. Русский.
В 1943 году окончил Центральный аэроклуб имени В. П. Чкалова, который в то время был эвакуирован в Казань. В Красной Армии с 1944 года. В 1945 году окончил школу первоначального обучения лётчиков, в 1948 году — Чугуевское военное авиационное училище лётчиков, в 1949 году — Высшую офицерскую авиационно-инструкторскую школу (г. Грозный).
До 1951 года был лётчиком-инструктором в Чугуевском авиационном училище. В 1953 году окончил Школу лётчиков-испытателей, в 1959 году — Московский авиационный институт.
С 1953 по 1962 годы — на лётно-испытательной работе в ОКБ А. И. Микояна (в 1959—1962 годах — старший лётчик-испытатель ОКБ). Работал ведущим инженером на лётной станции ОКБ.
С 1966 года находится в запасе. Работал заведующим кафедрой военно-патриотического воспитания Высшей комсомольской школы, представителем «Аэрофлота» в зарубежных странах (до 1992 года).
Скончался в Москве 17 марта 2018 года. Похоронен на Ваганьковском кладбище.

## Деятельность в качестве лётчика-испытателя
Совершил первый вылет и провёл лётные испытания первых экземпляров опытных истребителей:
- СH
- СД-5
- СИ-6
- СМ-9/2
- СМ-9/3 (МиГ-19С)
- Е-2
- И-3У
- И-7У
- И-75
- СМ-12ПМ
- И-75Ф
- Е-6/3
- Е-66 (МиГ-21)
- Е-152А
- Е-6/9
- Е-152
- Е-8
- Е-166

Участвовал в испытаниях:
- СДК-5 (МиГ-17)
- СДК-7 (МиГ-17)
- СИ-10 (МиГ-17)
- СИ-16 (МиГ-17)
- Е-2А
- СМ-50 (МиГ-19ПУ)
- Е-4
- Е-6/4
- Е-7

Провёл лётные испытания многих первых экземпляров реактивных двигателей, различных опытных систем радионавигации, перехвата и вооружения.
Его фотография в гермошлеме обошла многие иностранные газеты и журналы мира, на долгие годы став своеобразной визитной карточкой советской реактивной авиации.
28 апреля 1961 года на самолёте МиГ-21Ф с дополнительными ЖРД установил абсолютный мировой рекорд высоты полёта (34 714 метров) при взлёте с земли.
11 сентября 1962 года Георгий Мосолов испытывал очередную новую машину (Е-8/1). Это был опытный вариант МиГ-21 с более мощным двигателем, нижним воздухозаборником и оборудованием, позднее применённым на серийном МиГ-23. На высоте 10.000 метров и скорости М=1.7 произошло разрушение диска шестой ступени компрессора двигателя. Один из обломков пробил корпус двигателя, фюзеляж и правую консоль крыла в зоне элерона, выведя из строя обе гидросистемы. Катапультирование допускалось на скорости до 800 км/ч, но так как скорость перевернувшейся пикирующей машины погасить не удавалось, лётчик-испытатель покинул машину нештатно на высоте 8 000 метров. Ещё в кабине он получил травму головы и перелом руки, после катапультирования скоростным напором воздуха сломало ногу (не сработал захват), после раскрытия парашюта тело перехлестнуло лямкой, и лётчик повис в положении вниз головой. С трудом, одной рукой, ему удалось скинуть лямку за считанные секунды до касания земли. При приземлении на лес лётчик сломал вторую ногу.
Прибытия спасателей Мосолов дожидался пять часов. После обнаружения был доставлен в клиническую больницу имени С. П. Боткина в Москве. Медики, помимо многочисленных переломов, определили тяжёлую травму головы. На следующий день Мосолов потерял сознание, остановилось дыхание, врачи констатировали клиническую смерть, но в ходе реанимационных действий и последующей операции удалось вернуть его к жизни.
Вскоре потребовалась ещё одна операция — горлосечение, во время которой вторично наступила клиническая смерть, что потребовало подключения аппарата искусственного дыхания. Несколько суток врачи боролись за жизнь лётчика, и благодаря их усилиям его жизнь снова была спасена.
Встать на ноги Мосолов смог только через год, но вернуться на лётную работу после выздоровления ему не позволили полученные тяжелейшие травмы.

## Общественная деятельность
Председатель и член президиума Федерации хоккея СССР с сентября 1969 года по май 1973 года.
В 2012 году выступил одним из соучредителей Межрегиональной общественной организации выпускников Харьковского (Чугуевского) авиационного училища летчиков имени дважды Героя Советского Союза С. И. Грицевца «Лётное братство».
Входил в состав президиума Общероссийской общественной организации ветеранов «Российский Союз ветеранов».

## Награды и звания
- За мужество и героизм, проявленные при испытании новой авиационной техники, полковнику Мосолову Георгию Константиновичу Указом Президиума Верховного Совета СССР от 5 октября 1960 года присвоено звание Героя Советского Союза с вручением ордена Ленина и медали «Золотая Звезда» (№ 11119).
- Награждён ещё одним орденом Ленина, орденом Красной Звезды, медалями.
- Удостоен трёх медалей де Лаво (ФАИ) (1959, 1961, 1962) и трёх Всесоюзных золотых медалей.
- Заслуженный лётчик-испытатель СССР (1967).
- Заслуженный мастер спорта СССР (1965)[6].

## Память
- Его именем названы школы[где?] и пограничные заставы[где?]